# 乔治·朱利安·哈尼
乔治·朱利安·哈尼（英語：George Julian Harney，1817年2月17日—1897年12月9日）是一位英国政治活动家、记者和宪章运动领袖。
乔治·朱利安·哈尼青年时期就投身工人运动，他是伦敦工人协会创建人之一。1842年，乔治·朱利安·哈尼參與宪章派大罢工，結果被捕。
1842年末，乔治·朱利安·哈尼出任《北极星报》副主编，之後出任主编。1843年至1845年期間，乔治·朱利安·哈尼结识了恩格斯和马克思。他之後轉而要求落實普选权，並在《北极星报》上宣传社会主义，他也因此被指脱离宪章运动的主题而被要求辞职。後來乔治·朱利安·哈尼又创办《红色共和党人》，繼續宣傳社会主义和国际主义。
1847年，参加共产主义者同盟。1850年11月，乔治·朱利安·哈尼在《红色共和党人》上发表了《共产党宣言》的第一个英文译本。1850年12月，《红色共和党人》停办。之後哈尼繼續在其他报纸上宣傳社会主义。1862年移居美国，1869年申请加入第一国际。1888年返回英國。